# Krzepczów
Krzepczów is een plaats in het Poolse district  Piotrkowski, woiwodschap Łódź. De plaats maakt deel uit van de gemeente Grabica en telt 380 inwoners.